# Lämmersreut
Lämmersreut ist ein Ortsteil der Stadt Waldkirchen im niederbayerischen Landkreis Freyung-Grafenau.

## Geographie und Verkehrsanbindung
Der Ort liegt nordwestlich des Kernortes Waldkirchen. Unweit östlich fließt der Grillabach und verläuft die Staatsstraße St 2132.

## Sehenswürdigkeiten
In der Liste der Baudenkmäler in Waldkirchen sind für Lämmersreut fünf Baudenkmäler aufgeführt:
- Der Bildstock südlich des Ortes ist eine Steinsäule mit Laterne, bezeichnet 1763.
- Das aus der 1. Hälfte des 19. Jahrhunderts stammende Bauernhaus (Haus Nummer 3) ist ein Blockbau. Das Dach ist jüngeren Datums.
- Die Ortskapelle in Lämmersreut ist ein Bruchsteinbau, bezeichnet 1939.
- Der Vierseithof (Lämmersreut 8) besteht aus
  - dem Wohnhaus, einem zweigeschossigen Satteldachbau mit verputztem Granit-Bruchstein-Mauerwerk, bezeichnet „18PW31“. In den Stuben befinden sich reich geschnitzte Balkendecken. Das Gewölbe der Küche ist mit reicher Stuckierung ausgestattet.
  - dem Traidkasten, einem Obergeschoss-Blockbau
  - den Stallungen, die aus dem 18./19. Jahrhundert stammen
- einem Traidkasten (Lämmersreut 20)